# Helligkeit (Farbe)

Sinnbild zur Verwendung auf Bedienelementen zur Einstellung der Helligkeit nach IEC 60417

Die Helligkeit (auch Helligkeitsstufe, Dunkelstufe, Hell-dunkel-Wert, Valeur, englisch: lightness oder value) ist ein Farbmerkmal im HSV-Farbraum. Neben dem Farbton und der Sättigung gehört die Helligkeit zu den drei vom Menschen als grundlegend empfundenen Merkmalen bzw. Eigenschaften einer Farbe. 
Sie beschreibt, wie hell oder dunkel ein Körper erscheint. Der stärkste Unterschied besteht zwischen Schwarz und Weiß, bei den bunten Farben zwischen Violett und Gelb.
Die farbmetrische Helligkeit unterscheidet sich von der allgemeineren photometrischen Helligkeit dadurch, dass sie einerseits auf eine Vergleichsfarbe (meist ein Unbuntpunkt, etwa ein Referenzweiß oder ein Schwarz oder Grau) bezogen ist, und anderseits dem Weber-Fechner-Gesetz der Wahrnehmung folgt, das einen logarithmischen Zusammenhang zwischen wahrgenommener und gemessener Lichtintensität herstellt.